# Storrs Olson
Storrs Lovejoy Olson (Chicago, 3 de abril de 1944 - Fredericksburg, 20 de janeiro de 2021) foi um biólogo norte-americano, ornitólogo da Smithsonian Institution. 

## Biografia
Ele foi um dos mais importantes paleontólogos de aves do mundo. Tinha bacharelado em biologia (concluído em 1965) e um DSc em paleornitologia em 1969 na faculdade de biologia da Universidade Johns Hopkins.
Várias espécies de aves pré-históricas foram batizadas em sua homenagem, a exemplo de Nycticorax olsoni, Himantopus olsoni, Puffinus olsoni, Primobucco olsoni, Gallirallus storrsolsoni e  Quercypodargus olsoni.

## Morte
Morreu em 20 de janeiro de 2021, aos 76 anos.